# Expediciones portuguesas
*La primera gran oleada de expediciones fue enviada por Portugal bajo el mandato de Enrique el Navegante, con el único fin de buscar una ruta a la India.
Internándose en pleno Océano Atlántico se descubrieron las Islas Madeira en 1418 y posteriormente las Azores en 1428, convirtiéndose ambas en colonias portuguesas. 
El proyecto de Enrique el Navegante consistía en explorar la costa occidental de África. 
Durante siglos las únicas rutas comerciales entre África Occidental y el mundo del Mediterráneo cruzaban el Desierto del Sahara. Estas rutas estaban controladas por los estados musulmanes del norte de África, viejos rivales de Portugal.
Los portugueses esperaban comerciar directamente con África Occidental por la vía marítima, evitando así los territorios islámicos.
Los navegantes portugueses progresaban lentamente pero con seguridad, consiguiendo cada año avanzar algo más hacia el sur.
En 1434 se salvó definitivamente el obstáculo que suponía el cabo Bojador. En el lapso de dos décadas se había vencido la barrera del Sahara y dio comienzo el comercio de oro y esclavos en lo que hoy es Senegal. El avance continuó mientras se construían fuertes en La Mina y Santo Tomé y Príncipe se convertía en la primera colonia productora de azúcar. En 1490 una expedición al mando de Diogo Cão entró en contacto con el reino del Congo. El hito decisivo tuvo lugar en 1487, cuando Bartolomé Díaz dobló y bautizó el cabo de Buena Esperanza, demostrando que era posible alcanzar el Océano Índico. En 1498 Vasco de Gama cumplía ese designio llegando a la India. La Ruta de la Seda no era ya imprescindible para acceder a los mercados orientales.